# UNDER FOREST
UNDER FOREST（アンダー・フォレスト）は日本のガールズバンド。

## 概要
2011年に結成したガールズバンドで3姉妹が地下世界（閉ざされた森）の住人ということで昼間には弱く、ゴスロリ衣装に身を包み、シンフォニックな楽曲という設定で行っている。「7月27日、地上デビュー」が各サイトに取り上げられ話題になったことから、Google検索ランキングで、デイリー3位に登場した。8月17日にアルバム「月影ニ鳴ク虚像ノ恋詩」でデビューし、その4日後の8月21日の新宿マルイワンを皮切りライブも行うようになる。全曲の作詞は三女のRUBYが手がけている。

## メンバー
- MARIE（ボーカル） - 4月25日生まれの長女[1]
- ELEY（バイオリン、コーラス） - 2月15日生まれの次女[1]
- RUBY（キーボード、サブボーカル、作詞） - 8月16日生まれの末娘（三女）[1]

## ディスコグラフィー

### アルバム
1. 月影ニ鳴ク虚像ノ恋詩（2011年8月17日）